# Júbilo Iwata
Júbilo Iwata (jap. ジュビロ磐田 Jubiro Iwata) – japoński klub piłkarski grający obecnie w J2 League. Klub ma siedzibę w mieście Iwata, leżącym w Prefekturze Shizuoka.

## Historia
Klub powstał w 1970 jako zakładowy zespół korporacji Yamaha Motor Company i trafił do Japońskiej Pierwszej Ligi, w której grał aż do utworzenia J.League, czyli do roku 1992. Z czasem trenerem drużyny został Marius Johan Ooft, który sprowadził do drużyny kapitana reprezentacji Brazylii Dungę, a także innych znanych w świecie zawodników. Z tymi osobami klub w latach 1997–1999 zdobył dwa mistrzostwa kraju oraz jedno wicemistrzostwo. Po zakończeniu kariery Dunga stał się doradcą klubu, a w klubie grało coraz mniej obcokrajowców. W 2002 roku Jubilo wygrało obie rundy J-League jako pierwszy zespół w historii i zostało po raz trzeci mistrzem Japonii. W sezonie 2019 zajął ostatnie miejsce i spadł do J2 League.

## Stadion
Drużyna Júbilo Iwata domowe mecze rozgrywa na stadionie o nazwie Yamaha Stadium, który może pomieścić około 15 165 widzów. Natomiast ważniejsze mecze, takie jak np. derby Shizuoki z Shimizu S-Pulse albo mecze z czołowymi drużynami J-League, Jubilo rozgrywa na stadionie Ecopa Stadium w mieście Fukuroi. Stadion ten był m.in. jedną z aren Mistrzostw Świata 2002. Piłkarze trenują na mniejszych obiektach o nazwach Okubo Ground oraz Iwata Sports Park Yumeria.

## Sukcesy
Japan Soccer League
- Zwycięzca: 1987–1988

J1 League
- Zwycięzca: 1997, 1999, 2002
- Zdobywca drugiego miejsca: 1998, 2001, 2003

Japan Soccer League Division 2
- Zwycięzca: 1982

J2 League
- Zdobywca drugiego miejsca: 2015

Puchar Ligi Japońskiej
- Zwycięzca: 1998, 2010
- Zdobywca drugiego miejsca: 1994, 1997, 2001

Puchar Cesarza
- Zwycięzca: 1982, 2003

Superpuchar Japonii
- Zwycięzca: 2000, 2003, 2004

Azjatycka Liga Mistrzów w piłce nożnej
- Zwycięzca: 1999
- Zdobywca drugiego miejsca: 2000, 2001

Copa Suruga Bank
- Zwycięzca: 2011

## Występy w J-League
Stan na 2 stycznia 2020
- 1994 – 8 miejsce
- 1995 – 6 miejsce
- 1996 – 4 miejsce
- 1997 – mistrzostwo
- 1998 – wicemistrzostwo
- 1999 – mistrzostwo
- 2000 – 4 miejsce
- 2001 – wicemistrzostwo
- 2002 – mistrzostwo
- 2003 – wicemistrzostwo
- 2004 – 5 miejsce
- 2005 – 6 miejsce
- 2006 – 5 miejsce
- 2007 – 9 miejsce
- 2008 – 16 miejsce
- 2009 – 11 miejsce
- 2010 – 11 miejsce
- 2011 – 8 miejsce
- 2012 – 12 miejsce
- 2013 – 17 miejsce
- 2014 – 4 miejsce w J.League Division 2
- 2015 – 2 miejsce w J2 League
- 2016 – 13 miejsce
- 2017 – 6 miejsce
- 2018 – 16 miejsce
- 2019 – 18 miejsce
- 2020 – ? miejsce w J2 League

## Obecny skład
Stan na 25 marca 2021
| Nr | Poz. | Piłkarz          |
| -- | ---- | ---------------- |
| 1  | BR   | Naoki Hatta      |
| 2  | PO   | Yasuyuki Konno   |
| 3  | OB   | Kentarō Ōi       |
| 4  | NA   | Yūki Ōtsu        |
| 5  | PO   | Daiki Ogawa      |
| 8  | PO   | Kōtarō Ōmori     |
| 9  | NA   | Kōki Ogawa       |
| 10 | PO   | Hiroki Yamada    |
| 11 | NA   | Lukian           |
| 13 | PO   | Kotarō Fujikawa  |
| 14 | PO   | Masaya Matsumoto |
| 15 | OB   | Hiroki Itō       |
| 17 | PO   | Yūto Suzuki      |
| 19 | NA   | Naoto Miki       |
| 21 | BR   | Daichi Sugimoto  |

| Nr | Poz. | Piłkarz                                   |
| -- | ---- | ----------------------------------------- |
| 22 | OB   | Sō Nakagawa                               |
| 23 | PO   | Kosuke Yamamoto (kapitan)                 |
| 25 | OB   | Riku Morioka                              |
| 27 | NA   | Mahiro Yoshinaga                          |
| 28 | PO   | Naoki Kanuma                              |
| 29 | NA   | Fabián González                           |
| 30 | PO   | Naoya Seita                               |
| 35 | OB   | Kaito Suzuki                              |
| 36 | BR   | Ryūki Miura                               |
| 37 | BR   | Alexei Koșelev                            |
| 38 | OB   | Norimichi Yamamoto                        |
| 41 | OB   | Chiharu Kato                              |
| 44 | OB   | Shun Ōbu                                  |
| 50 | PO   | Yasuhito Endō (wypożyczony z Gamba Osaka) |

### Piłkarze na wypożyczeniu
| Nr | Poz. | Piłkarz                                               |
| -- | ---- | ----------------------------------------------------- |
|    | PO   | Rikiya Uehara (wypożyczony do Vegalta Sendai)         |
|    | PO   | Takeaki Harigaya (wypożyczony do Giravanz Kitakyushu) |

## Trenerzy
- Tadanori Arata[4]
- Ryūichi Sugiyama 1974–1987[5]
- Kikuo Konagaya 1987–1992
- Kazuaki Nagasawa 1992–1993
- Marius Johan Ooft 1994–1996, 2008
- Luiz Felipe Scolari 1997
- Takashi Kuwahara 1997 (tymczasowy), 1999
- Valmir 1998
- Ǵoko Hadżiewski 2000
- Masakazu Suzuki 2002–2003, 2004
- Masaaki Yanagishita 2003, 2009–2011
- Masakuni Yamamoto 2004–2006
- Adílson Batista 2006–2007
- Atsushi Uchiyama 2007–2008
- Hitoshi Morishita 2012–2013
- Tetsu Nagasawa 2013 (tymczasowy)
- Takashi Sekizuka 2013
- Péricles Chamusca 2014
- Hiroshi Nanami 2014–2019
- Fernando Jubero 2019–2020
- Masakazu Suzuki 2020–